# Niek Barendsen
Niek Barendsen (Amsterdam, 30 juni 1964) is een Nederlands acteur, schrijver en regisseur van televisieprogramma's. 

## Biografie
Barendsen groeide op in Rotterdam en vanaf de middelbare school Bussum, alwaar hij aan het Willem de Zwijger Lyceum Voorbereidend wetenschappelijk onderwijs (VWO) volgde van 1976 tot 1982, waarna hij (na een tussenjaar, waarin hij in de Franse horeca werkte) tot 1985 rechtsgeleerdheid studeerde aan de Universiteit van Amsterdam (niet afgerond) en vervolgens tussen 1986 en 1992 aan de Kleinkunstacademie.
Na die studie begon hij aan een lange reeks scenario's voor voorstellingen, musicals en televisieprogramma's. Zo schreef en regisseerde hij onder andere voor Het Klokhuis, Welkom in de Gouden Eeuw, Welkom bij de Romeinen, Welkom in de jaren 60, Welkom in de 80-jarige Oorlog, Welkom in de Middeleeuwen (de theaterversie in 2024 ook op De Parade) en Nieuw zeer. De korte onderwerpen komen voort uit zijn jeugd toen hij veel korte stripstroken las. Binnen drie à vier plaatjes moet de clou duidelijk zijn; hij noemde het zelf onder inspiratie van Joost Prinsen wegwezers. Als acteur speelde hij persiflages in Kopspijkers en Koefnoen en Harry Mens in Het jaar van Fortuyn. In het theater is hij actief als acteur, regisseur en liedjesschrijver. Hij maakte een musicalversie van Ot en Sien en schreef teksten voor Showponies. Ook vormde hij duo's met Ellen Pieters (1995-1997) en Ilse Warringa (2014-2018).
Barendsen was een van de presentatoren van het Veronica TV (HMG) programmablok Call TV. Hij nam daar in 1995 en 1996 de presentatie van het programma Pa-Niek op zich.
In 2025 voltooide hij de nieuwe serie Welkom in Amsterdam, ter gelegenheid van het 750-jarig bestaan van de stad. Naar verwachting volgen in de zomer van 2025 optredens met Mylou Frencken in Huisjesmelkersshow op De Parade en in het najaar van 2025 Welkom in de Middeleeuwen in de theaters. Hij hoopt dan ook dat hij nog een vierde serie Nieuw zeer mag maken en is voor 2026 bezig met Welkom in de jaren vijftig.

## Trivia
Zijn levensmotto komt van Samuel Sarphati: "optimisme is een plicht".